# Charli Live Tour
The Charli Live Tour es una gira de conciertos de la artista británica Charli XCX en apoyo de su tercer álbum de estudio Charli (2019). La gira se anunció junto con la revelación oficial del álbum el 13 de junio de 2019. La gira comenzó el 20 de septiembre de 2019 en Atlanta, Estados Unidos y concluirá el 28 de noviembre de 2019 en Moscú, Rusia.

## Información
Charli XCX anunció la gira, a través de sus redes sociales el 13 de junio de 2019, junto a la revelación oficial de su tercer álbum de estudio Charli (2019).

## Lista de canciones
El siguiente setlist, no representa todos los conciertos de la gira.
Acto 1
| 1. «Next Level Charli» 2. «Click» 3. «I Don't Wanna Know» Acto 2 1. «Vroom Vroom» 2. «Gone» 3. «Warm» 4. «Cross You Out» 5. «February 2017» Acto 3 1. «Thoughts» | 1. «White Mercedes» 2. «Official» 3. «Shake It» 4. «Track 10 / Blame It on Your Love» 5. «Silver Cross» 6. «2099» Cierre 1. «Unlock It» 2. «I Love It» 3. «Boys» 4. «1999» |

## Fechas
| Fecha                    | Ciudad            | País              | Lugar                |
| América del Norte        | América del Norte | América del Norte | América del Norte    |
| ------------------------ | ----------------- | ----------------- | -------------------- |
| 20 de septiembre de 2019 | Atlanta           | Estados Unidos    | Buckhead Theatre     |
| 21 de septiembre de 2019 | Nashville         | Estados Unidos    | Marathon Music Works |
| 23 de septiembre de 2019 | Houston           | Estados Unidos    | White Oak Music Hall |
| 24 de septiembre de 2019 | Austin            | Estados Unidos    | Emo's                |
| 25 de septiembre de 2019 | Dallas            | Estados Unidos    | House of Blues       |
| 27 de septiembre de 2019 | Phoenix           | Estados Unidos    | The Marquee          |
| 28 de septiembre de 2019 | San Diego         | Estados Unidos    | House of Blues       |
| 1 de octubre de 2019     | Los Ángeles       | Estados Unidos    | The Wiltern          |
| 2 de octubre de 2019     | Oakland           | Estados Unidos    | Fox Theatre          |
| 4 de octubre de 2019     | Seattle           | Estados Unidos    | Showbox Market       |
| 5 de octubre de 2019     | Vancouver         | Canadá            | Commodore            |
| 6 de octubre de 2019     | Portland          | Estados Unidos    | Roseland Ballroom    |
| 8 de octubre de 2019     | Salt Lake City    | Estados Unidos    | Union                |
| 9 de octubre de 2019     | Denver            | Estados Unidos    | Ogden Theatre        |
| 11 de octubre de 2019    | Mineápolis        | Estados Unidos    | First Avenue         |
| 14 de octubre de 2019    | Toronto           | Canadá            | Rebel                |
| 15 de octubre de 2019    | Montreal          | Canadá            | Corona Theatre       |
| 17 de octubre de 2019    | Boston            | Estados Unidos    | House of Blues       |
| 18 de octubre de 2019    | Washington        | Estados Unidos    | 9:30 Club            |
| 19 de octubre de 2019    | Filadelfia        | Estados Unidos    | Union Transfer       |
| 22 de octubre de 2019    | New York          | Estados Unidos    | Terminal 5           |
| Europa                   |                   |                   |                      |
| 27 de octubre de 2019    | Glasgow           | Reino Unido       | SWG3 Galvanisers     |
| 28 de octubre de 2019    | Birmingham        | Reino Unido       | O2 Institute         |
| 30 de octubre de 2019    | Mánchester        | Reino Unido       | Albert Hall          |
| 31 de octubre de 2019    | Londres           | Reino Unido       | O2 Brixton Academy   |
| 4 de noviembre de 2019   | Estocolmo         | Suecia            | Berns                |
| 5 de noviembre de 2019   | Oslo              | Noruega           | Sentrum Scene        |
| 7 de noviembre de 2019   | Copenhague        | Dinamarca         | Vega                 |
| 9 de noviembre de 2019   | Berlín            | Alemania          | Astra Kulturhaus     |
| 10 de noviembre de 2019  | Hamburgo          | Alemania          | Docks                |
| 12 de noviembre de 2019  | Varsovia          | Polonia           | Stodola              |
| 14 de noviembre de 2019  | Praga             | República Checa   | Roxy                 |
| 15 de noviembre de 2019  | Colonia           | Alemania          | Live Music Hall      |
| 17 de noviembre de 2019  | Lyon              | Francia           | Transbordeur         |
| 18 de noviembre de 2019  | Milán             | Italia            | Fabrique             |
| 20 de noviembre de 2019  | Madrid            | España            | Sala La Riviera      |
| 22 de noviembre de 2019  | Barcelona         | España            | Razzmatazz Room 2    |
| 24 de noviembre de 2019  | Luxemburgo        | Luxemburgo        | Den Atelier          |
| 25 de noviembre de 2019  | Ámsterdam         | Países Bajos      | Paradiso             |
| 26 de noviembre de 2019  | Bruselas          | Bélgica           | AB Main Hall         |
| 28 de noviembre de 2019  | Moscú             | Rusia             | Izvestia Hall        |